# 飞行员舰长班
飞行员舰长班，又称航母舰长班，是中国人民解放军海军开办培养航空母舰及其编队指挥官的学习班，只开办过一届。

## 发展
1987年2月27日，中央军委召开常务会议，专题听取中国人民解放军总参谋部关于解放军“七五计划”期间装备规划的汇报，军委领导提出海军的核潜艇不要造新的，航空母舰等到21世纪再说。军方高层的意见，让中国人民解放军海军司令员刘华清在过去几年为中国海军描绘的战略蓝图，面临泡汤的危险。在刘华清的蓝图中，航母是至关重要的“顶层设计”。刘华清决定不计个人得失，向总部进言。1987年3月31日，刘华清向总参谋部和国防科工委汇报了关于海军核心力量——航母和核潜艇的装备规划。海军装备部门经过与航空、船舶等有关部门研究后设想，中国航母的发展从“七五”开始论证，“八五”进行研究，对平台和飞机的关键课题进行预研，2000年视情况建造下水。
1987年4月初的一天，刘华清召见海军军校部长赵国钧和干部部长傅渤海，刘华清说：“航母从现在开始论证研究，立即上型号顺利的话，大概20年后能入列服役。这就要求我们超前考虑航母必备人才、特别是航母舰长的培养问题。”刘华清下达指令，在这年秋天开办一期飞行员舰长班，毕业后全部上驱逐舰、护卫舰，从副舰长、舰长，到编队指挥员，一步一步锻炼成长。20年后，就可以从他们中间挑选中国航母需要的第一代指挥员。刘华清特别嘱咐：“这个班人不在多，10个足矣，关键是综合素质过硬、年轻，要优中选优、百里挑一！”1987年5月，经中央军委批准，海军决定在广州舰艇学院开办飞行员舰长班，挑选海军航空兵优秀飞行员改学水面舰艇指挥专业，培养一批高素质复合型舰长。5月11日，飞行员舰长班出现在海军司令部、海军政治部联合下发海军院校秋季招生的通知中，招收名额10人，报考条件30岁以下，大专以上学历，飞行满三年的优秀飞行员。7月中旬，经过过逐级考核筛选和文化考试合格后，确定了10名飞行员舰长学员名单，他们中间既有歼击机飞行员，也有轰炸机飞行员，还有直升机飞行员和飞行教官。不仅军政双优，而且除一人生于50年代中后期，其余均为“60后”。1987年7月21日，从海军航空兵近千名飞行员中经过严格考核，挑选出李晓岩、柏耀平、杨宏、王大忠、王仲才、王玉成、马业隆、何虎、彭建林、李海龙等10人到海军广州舰艇学院，从9月1日开始学习。开学一个月后李海龙因文化基础原因，自动申请退学返回原部队，实际飞行员舰长班人数为9人。刘华清亲自审定了广州舰艇学院和海军领导机关制定的飞行员舰长班教学计划，并且指示飞行员舰长班的学员在校期间享受飞行员生活待遇，每年除完成规定学业任务外，还必须返回原部队进行空中复飞训练。
当时学员的年龄介于24至30岁之间，到2005年时正值42至48岁，正是年龄和经验正适合的时候，军衔和职务也符合航母舰长的要求，这是海军为建造航母长达18年的布局之一。历时3年半的学习后，9名学员于1991年1月毕业，取得舰艇指挥专业本科学历和工学学士学位，分配到各驱护舰部队担任飞行副舰长职务，后提升为舰长，他们九人成为中华人民共和国第一代“既能驾机上天，又能率舰闯海”的高素质的复合型军事指挥人才。1995年8月21日，《解放军报》报道，飞行员舰长班毕业的9名飞行员经过舰艇指挥专业培训和部队实践后，已有6人担任导弹护卫舰舰长，3人担任导弹驱逐舰副舰长。1998年10月，柏耀平当选为第九届“中国十大杰出青年”后，施昌学向刘华清报告，飞行员舰长班的9名学员已经全部走上导弹驱逐舰和导弹护卫舰舰长的指挥岗位，刘华清欣喜不已，“希望他们能成为编队司令、舰队司令”。

## 学员
- 李晓岩，原属南海舰队航空兵九师二十七团三大队，正连级中队长，毕业后分配至南海舰队驱逐舰第二支队，任南宁号导弹驱逐舰见习副舰长[1]
- 王玉成，原属南海舰队航空兵八师二十二团三大队，正连级中队长，毕业后分配至南海舰队驱逐舰第二支队，任南昌号导弹驱逐舰见习副舰长[1]
- 柏耀平，原属东海舰队航空兵六师十六团二大队，副连级飞行员，以成绩第一名毕业，毕业后分配至东海舰队驱逐舰第六支队，任安庆号导弹护卫舰见习副舰长[1]
- 彭建林，原属东海舰队航空兵六师十六团三大队，副连级飞行员，毕业后分配至东海舰队驱逐舰第六支队，任金华号导弹护卫舰见习副舰长[1]
- 王大忠，原属北海舰队航空兵二师六团三大队，正连级中队长，毕业后分配至北海舰队驱逐舰第一支队，任哈尔滨号导弹驱逐舰副舰长[1]
- 马业隆，原属海军航空兵独六团二大队，正营级中队长，毕业后分配至北海舰队驱逐舰第一支队[1]
- 杨宏，原属部队不明，中队长，毕业后分配至东海舰队驱逐舰第六支队[3]
- 李海龙，原属北海舰队航空兵五师十三团三大队，正连级中队长，未毕业[4]
- 何虎，原属南海舰队航空兵九师二十五团三大队，副营级中队长，毕业后分配至南海舰队驱逐舰第二支队[1]
- 王仲才，原属飞行学院第二训练团一大队，正连级飞行员，毕业后业分配至北海舰队驱逐舰第一支队，任四平号导弹护卫舰见习副舰长[1]